# 西応寺 (新宿区)
西応寺（さいおうじ）は、東京都新宿区にある真宗大谷派の寺院。

## 歴史
1607年（慶長12年）、周桂によって開山された。周桂は駿河国府中（現・静岡県静岡市）の生まれで、徳川家とは特別な関係にあり、後に家康が周桂の庵に立ち寄った際、家康より土地を賜ったという（これまでは借地であった）。
元々は麹町（現・紀尾井町）に位置していたが、1635年（寛永12年）に現在地に移転した。
旧地は、明治以降に行政裁判所となり、戦後は司法研修所別館を経て、現在は城西大学・城西国際大学東京紀尾井町キャンパス1号棟となっている。
寺宝として、家康の団扇や脇差などがある。
墓地には、剣客の榊原鍵吉、落語家の七代目春風亭柳枝、日本舞踏家の花柳寿美、和算家の藤田貞資の墓がある。

## 交通アクセス
- 四谷三丁目駅3番出口より徒歩8分（経路案内）。